# Carl von Ossietzky
 (septembre 2024).
Si vous disposez d'ouvrages ou d'articles de référence ou si vous connaissez des sites web de qualité traitant du thème abordé ici, merci de compléter l'article en donnant les références utiles à sa vérifiabilité et en les liant à la section « Notes et références ».
Carl von Ossietzky, né le 3 octobre 1889 à Hambourg et mort le 4 mai 1938 à Berlin, est un journaliste, écrivain et intellectuel pacifiste allemand. 
En tant qu'éditeur du magazine Die Weltbühne (La Scène mondiale), il fut condamné en 1931 pour haute trahison pour avoir publié des informations sur le réarmement clandestin de l'Allemagne. Ossietzky obtint en 1936 le prix Nobel de la paix au titre de l'année 1935 pour ses publications.

## Biographie

### Enfance et études

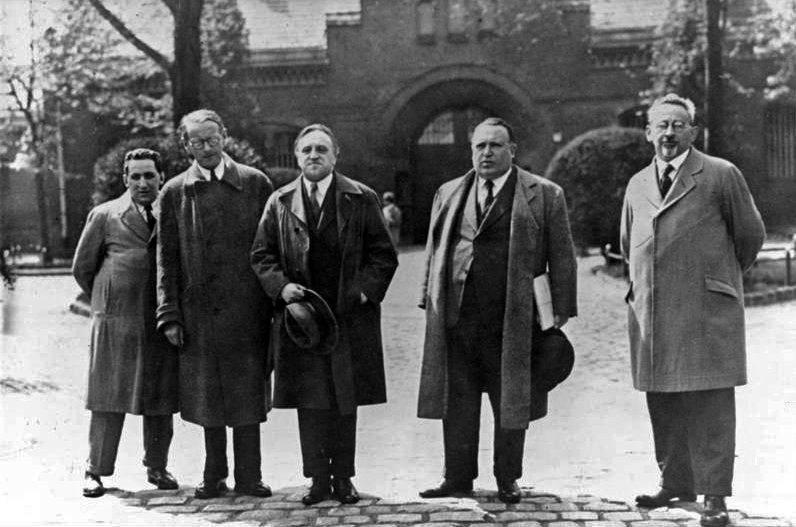
Carl von Ossietzky et ses avocats devant la prison Berlin-Tegel en 1932. De gauche à droite: Kurt Grossmann, Rudolf Olden, Carl von Ossietzky,, Kurt Rosenfeld.

Le père de Carl, Carl Ignatius, était un protestant originaire de Haute-Silésie qui, après son arrivée à Hambourg, travailla comme sténographe dans le cabinet d'avocat du sénateur et ensuite maire de Hambourg Max Predöhl. À côté de ce poste, le père s'occupait d'un restaurant. Rosalie, sa mère, est catholique. Carl fut baptisé à l'église catholique Kleine Michel en 1899 puis fut confirmé en 1904 dans l'église luthérienne Saint-Michel de Hambourg. À la suite du décès de Carl Ignatius en 1891, Rosalie reprit le restaurant familial pendant que l'éducation de Carl, fils unique, fut assurée par sa tante. Le sénateur Predöhl soutint la famille et veilla à la scolarité de Carl. Dix ans après la mort de son mari, Rosalie von Ossietzky épousa le sculpteur et social-démocrate Gustav Walther qui éveilla l'intérêt de Carl pour la politique.
Carl échoua à deux reprises lors du brevet du secondaire et une troisième tentative lui fut refusée alors que l'obtention du diplôme lui aurait permis de faire un service militaire réduit à une seule année. Carl n'était pas très doué pour les mathématiques mais avait de l'intérêt pour la littérature et l'histoire. Comme un parcours scolaire classique ne lui était plus possible, il postula à 17 ans pour un poste au sein de l'administration judiciaire de la ville de Hambourg. L'aide de l'avocat Predöhl lui permit de se présenter au concours à l'issue duquel il finit premier sur la liste d'attente. Il commença sa carrière dans les services judiciaires en 1907 puis fut muté à l'office du cadastre en 1910 en raison de performances acceptables.
Les biographes d'Ossietzky soulignent que durant son temps dans l'administration judiciaire il mena une sorte de double vie. Travaillant pendant des heures dans son bureau le jour, il assistait le soir au plus grand nombre possible de manifestations culturelles et politiques. Parallèlement à cela, il écrivit beaucoup de poèmes et aussi une pièce de théâtre romantique pour une actrice hambourgeoise dont il était tombé amoureux.
Sa conception du monde était proche du monisme du populaire zoologue et darwiniste Ernst Haeckel. Ossietzky espérait en effet une amélioration des conditions de vie grâce à la science et aux techniques et en tant qu'athée il voulait limiter l'influence de l'église sur l'éducation et la formation.

### Le soldat pacifiste

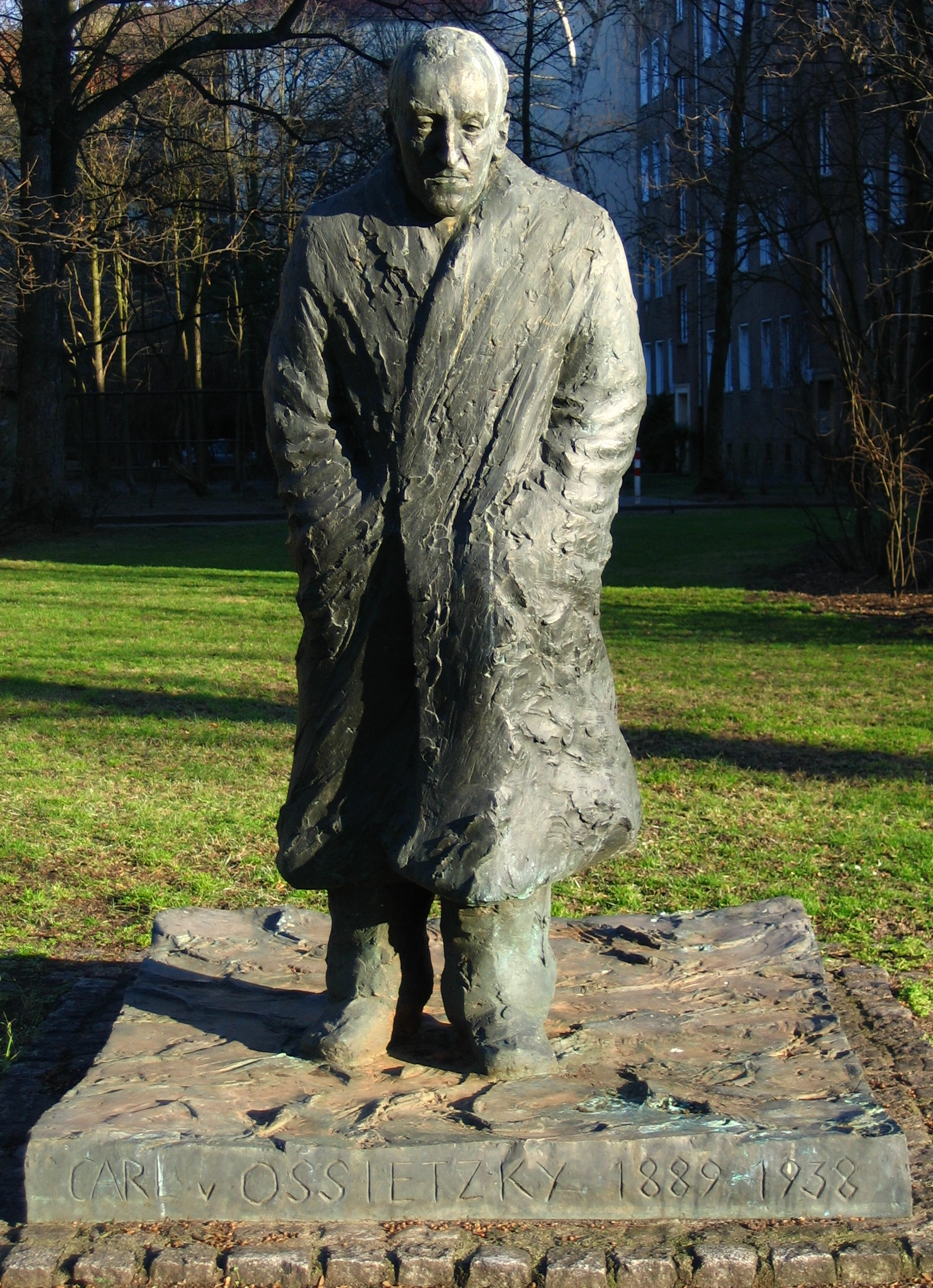
Carl von Ossietzky Memorial, Berlin.

En 1911, Ossietzky apporta sa première contribution à l'hebdomadaire Das freie Volk (Le Peuple libre en français), publication officielle du parti politique Union démocratique (de) auquel il avait adhéré en 1908. La collaboration s'intensifia les années suivantes.
En 1914, il a affaire pour la première fois avec la justice à la suite d'un article : il est accusé d'injures publiques pour de trop fortes critiques envers l'ancienne justice militaire. L'amende de 200 marks à laquelle il est condamné est réglée par sa femme Maud, épousée un an plus tôt. Ossietzky avait rencontré Maud Lichfield-Woods, fille d'un officier colonial britannique et d'une princesse indienne ; en 1912, elle était alors une active féministe. Après leur mariage, elle le soutient dans ses projets de privilégier une carrière journalistique et il démissionne en janvier 1914 de son poste dans l'administration judiciaire.
Au début de la Première Guerre mondiale Carl von Ossietzky est déclaré inapte dans un premier temps. En raison de la guerre, les changements au sein des médias l'empêchent de gagner sa vie en tant que journaliste critique envers l'armée et même plus tard en tant que pacifiste. C'est pourquoi il retourne dans l'administration judiciaire en janvier 1915. Finalement, il  est appelé à l'été 1916 et envoyé sur le front occidental. À ce moment, il n'est plus enthousiaste vis-à-vis de la guerre et présente des conférences pacifistes à Hambourg où il a été élu au comité directeur de la Deutsche Friedensgesellschaft (DFG) (littéralement Société allemande de la paix). À la fin de la guerre, Ossietzky revient à Hambourg et quitte à nouveau sa charge dans l'administration judiciaire.

### Journaliste à Berlin
Mener une vie en tant que journaliste fut difficile, c'est pourquoi il travailla parallèlement comme correcteur dans une maison d'édition. Il publia également le numéro zéro de la revue moniste die Laterne (la lanterne). Il était souvent en déplacements pour tenir des conférences car il avait été élu président de la section hambourgeoise de la DFG. Lorsqu'au milieu de l'année 1919 apparut l'opportunité de devenir secrétaire de l'organisation à Berlin, le couple Ossiezky déménagea dans la capitale de l'empire. Là bas en octobre 1919, il fit partie des membres fondateurs du Friedensbund der Kriegsteilnehmer (FdK) avec notamment Kurt Tucholsky. À ce moment-là Ossietzky était un pacifiste bien plus radical que Ludwig Quidde, le président de la DFG, et peu disposé à prendre en charge le travail administratif de l'association, c'est pourquoi il abandonna en juin 1920 sa charge de secrétaire et se dédia au journalisme.
De 1920 à 1924 il travailla au Berliner Volks-Zeitung d'abord chargé de la politique étrangère puis en tant que rédacteur. À côté de ces activités, il s'investit dans le  „Nie wieder Krieg”-Bewegung (Mouvement « Plus jamais de guerre »), créé sous l'impulsion du FdK, qui organisait des manifestations dans différentes villes allemandes le 1er août (date d'anniversaire du début de la Première Guerre mondiale) chaque année. Pour ce mouvement Ossietzky publia aussi un organe d'information.
En plus de ces activités journalistiques et pacifistes, Ossietzky fonda avec Karl Vetter, rédacteur du Volkszeitung, le Republikanische Partei Deutschlands (RPD) (parti républicain allemand) pour défendre les idées de république et de démocratie. Ossiezky rédigea le programme du parti qui s'inspira des idéaux de la révolution de Mars 1848 et de la révolution allemande de 1918-1919. Il était prévu un renforcement du pouvoir de l'État face à l'économie de marché pour le bien commun et des revendications prudentes après une nationalisation de l'industrie.
Avec un concept flou de socialisme d'État démocratique, le RPD se distingua du SPD et du KPD. Ossietzky conserva cette position de distance vis-à-vis des deux grands partis de travailleurs jusqu'à la fin de la république de Weimar. Cette attitude lui valut des reproches, aussi bien de critiques que d'amis, car cela contribuait à fragmenter les forces républicaines et démocratiques. À la suite de l'échec lors des élections législatives allemandes de mai 1924 avec seulement 0,17 % des voix et aucun mandat obtenu, le RPD fut dissous.
Par la suite, Ossietzky travailla comme collaborateur puis rédacteur de l'hebdomadaire indépendant das Tage-Buch des éditeurs Leopold Schwarzschild et Stefan Großmann. La collaboration avec les deux journalistes renommés ne fut pas harmonieuse car selon Ossietzky, ils ne critiquaient pas assez vivement l'armée et préféraient écrire eux-mêmes sur les thèmes importants. Ainsi dès février 1925, il prit la décision de passer du Tage-Buch à Die Weltbühne. Une plainte entraînant poursuite pénale à son encontre le décida cependant à reporter sa démission. Durant l'hiver 1925/1926, il travailla de manière transitoire au Montag-Morgen avant de se lancer dans l'étape décisive de sa carrière.

### Éditeur de la Weltbühne

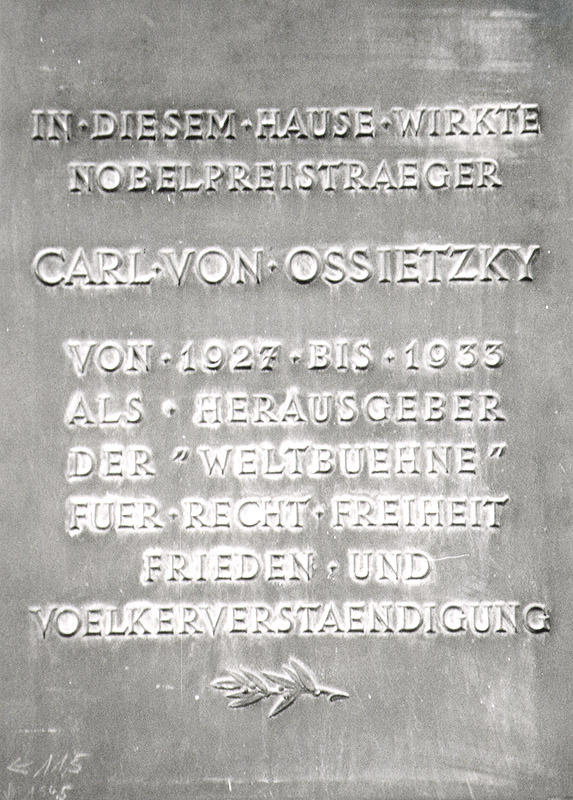
Plaque commémorative au numéro 152 de la rue Kant à Berlin.

À l'instigation de Tucholsky, Siegfried Jacobsohn, éditeur du magazine hebdomadaire Die Weltbühne (La Scène mondiale) avait essayé de collaborer avec Ossietzky durant l'été 1924. Il faudra pourtant attendre avril 1926 pour voir un premier éditorial politique de ce dernier apparaître dans le magazine. Après la mort de Jacobsohn, Ossietzky devient en 1927 le directeur de la publication « en collaboration avec Kurt Tucholsky ».
En 1931, il est condamné, avec l'ingénieur aéronautique Walter Kreiser, à 18 mois de prison pour haute trahison pour avoir publié des informations sur le réarmement clandestin de l'Allemagne. Contrairement à Kreiser, Ossietzky refuse de quitter le pays pour échapper à sa peine, et ce malgré la tentative de persuasion personnelle de Kurt von Schleicher, qui allait ensuite devenir le dernier chancelier de la république de Weimar. Le président du Reich Paul von Hindenburg rejette sa demande de grâce en mars 1932 et Ossietzky entre le 10 mai 1932 dans la prison de Berlin-Tegel. Grâce à une amnistie pour les prisonniers politiques, Ossietzky est libéré le 22 décembre 1932 après 227 jours d'incarcération.

### Torture et détention en camp de concentration

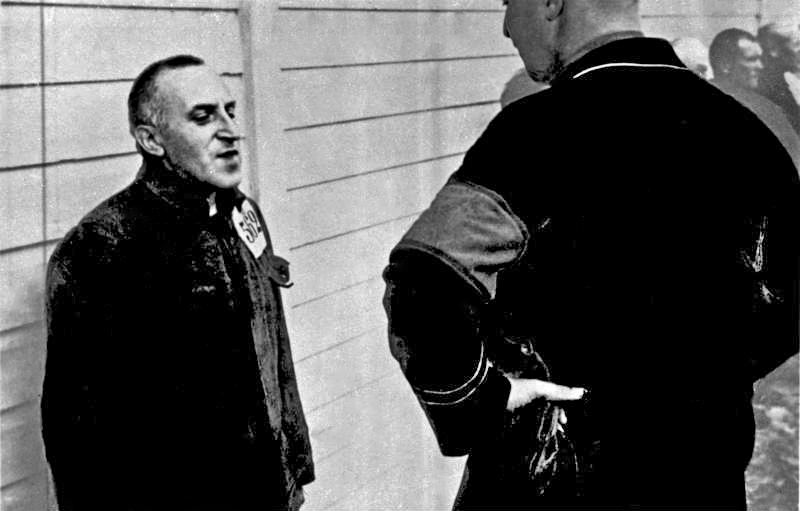
Ossietzky dans le camp d'Esterwegen (1934).

En tant que démocrate et pacifiste engagé, Ossietzky fut de nouveau arrêté le 28 février 1933 après l'arrivée au pouvoir des Nazis et détenu à la prison de Spandau. Jusqu'au bout, Ossietzky avait espéré qu'une union des communistes et des sociaux-démocrates aurait pu s'opposer à la menace grandissante du nazisme. Il croyait qu'après son arrivée au pouvoir, le Parti national-socialiste des travailleurs allemands allait imploser du fait de ses contradictions et incohérences.
Le 6 avril 1933, il est déporté au nouveau camp de Sonnenburg où il est, comme tous les autres prisonniers, particulièrement maltraité avant d'être transféré au camp d'Esterwegen avec d'autres détenus connus. Dans ce camp, les prisonniers étaient soumis à des conditions de travail insupportables dans le cadre des travaux pour assécher la tourbière d’Emsland. À la fin de l'année 1934, Ossietzky, très amaigri, fut transféré à l'infirmerie. Selon un co-détenu, il y aurait été contaminé par des piqûres. Il n'a pas été cependant prouvé qu'Ossietzky ait subi une injection de bacille de Koch.
En raison de la campagne de mobilisation en sa faveur, Ossietzky fut finalement transféré en mai 1936 à l'hôpital d'État de la police à Berlin, où une sévère tuberculose fut diagnostiquée.

### Campagne pour le prix Nobel de la paix
Déjà en 1934 les amis d'Ossietzky, Berthold Jacob et Kurt Grossmann avaient soumis son nom pour le prix Nobel de la paix au nom de la Ligue allemande des Droits de l'Homme mais la demande intervint trop tard pour l'élection et la Ligue des Droits de l'Homme ne pouvait proposer un candidat. Cependant comme Jacob avait informé la presse de sa proposition, l'attention fut à partir de ce moment-là dirigée vers le prisonnier du camp de concentration. D'autres amis essayèrent de développer un réseau de soutien international à la cause d'Ossietzky, et non pas seulement parmi les exilés allemands ce qui aurait pu nuire à sa candidature. En dépit de la mobilisation de l'opinion internationale, le comité du prix Nobel eut peur de lui remettre le prix. Le gouvernement national-socialiste avait en effet exercé une forte pression sur le gouvernement norvégien, à la suite de quoi le prix ne fut pas décerné en 1935.
En 1936 la campagne continua avec la même intensité, ce qui finalement permit à Ossietzky de quitter gravement malade le camp de concentration juste avant les Jeux Olympiques et d'être transféré dans un hôpital à Berlin. Le 7 novembre 1936 il fut officiellement libéré et séjourna à l'hôpital sous surveillance permanente de la Gestapo. En dépit de ces concessions, la campagne internationale, menée depuis la Norvège par l'émigré allemand Willy Brandt, avait atteint ses objectifs. Le 7 novembre 1936, il reçoit le prix Nobel de la paix avec effet rétroactif pour l'année 1935, mais le gouvernement nazi lui interdit de se rendre en Norvège et Adolf Hitler ordonna que dorénavant aucun citoyen allemand ne pourrait accepter un prix Nobel.

### Mort
Le 4 mai 1938, Ossietzky meurt à Berlin des suites de la tuberculose. Il laisse alors derrière lui sa femme Maud et sa fille Rosalinda qui, via l'Angleterre, ont pu émigrer en Suède. La tombe d'Ossietzky — une tombe d'honneur de la ville de Berlin — ainsi que celle de sa femme se trouvent dans le cimetière Pankow.

## Postérité et révision du procès

### Prix et honneurs
Depuis 1962, l'association berlinoise de la Ligue internationale des droits de l'Homme attribue la médaille Carl von Ossietzky.
Son nom a été donné à l'université d'Oldenbourg en 1991. L'université gère la succession de Carl et Maud von Ossietzky.
En Allemagne il existe de nombreuses rues et écoles nommées d'après le nom de Carl von Ossietzky.
(7584) Ossietzky, astéroïde nommé en son nom.

### Révision du procès
Dans les années 1980 un pourvoi en révision du procès de la Weltbühne a été tenté par des juristes allemands pour revenir sur le jugement prononcé en 1931. Rosalinde von Ossietzky-Palm, enfant unique de Carl von Ossietzky, initia la procédure en tant que personne habilitée en mars 1990 auprès du tribunal régional supérieur de Berlin. Les rapports de deux experts qui devaient montrer que l'armée française était avant la publication du texte déjà informée des activités illégales de la Reichswehr devaient servir de nouvelles preuves. En outre certains des « secrets » en question ne correspondaient pas à la réalité. Le tribunal régional supérieur de Berlin déclara le pourvoi irrecevable, les nouvelles expertises n'étant pas jugées comme preuves suffisantes pour acquitter von Ossietzky de la législation de l'époque.